# 斯諾斯普林斯 (喬治亞州)
斯諾斯普林（英語：Snow Spring）是位於美國喬治亞州杜利縣的一個非建制地區。該地的面積和人口皆未知。

## 地理
斯諾斯普林的座標為32°15′16″N 83°46′54″W / 32.25444°N 83.78167°W，而該地的平均海拔高度為134米（即440英尺）。